# Lauret (Hérault)
Lauret település Franciaországban, Hérault megyében. Lakosainak száma 621 fő (2022. január 1.). Lauret Claret, Sauteyrargues és Valflaunès községekkel határos.

## Népesség
A település népességének változása:
| Lakosok száma | 166  | 169  | 224  | 549  | 583  | 591  | 599  | 638  | 632  | 621  |
|               | 1968 | 1982 | 1990 | 2006 | 2013 | 2015 | 2017 | 2019 | 2020 | 2022 |